# 오라니엔부르거 토어역
오라니엔부르거 토어역(U-Bahnhof Oranienburger Tor)은 베를린 미테구 미테에 있는 U6의 역이다. 프리드리히슈트라세(Friedrichstraße) 도로 아래 지하 4.90 m에 위치해 있다. 베를린의 건축유산으로 지정된 역사는 알프레드 그레난데르가 설계했으며, 역사 외벽은 흰색, 역명판은 파란색 테두리를 사용하였다. 1915년에 착공하여 1923년 1월 30일 남북 도시철도 개통에 따라 영업을 시작했다. 엘리베이터가 설치되어 있다.
1945년 4월부터 7월까지는 제2차 세계 대전으로 인하여 역이 영업을 중단했다. 베를린 장벽이 건설되면서 1961년 8월 13일부터 1990년 7월 1일까지는 전 열차가 통과하는 유령역이 되었다. 동베를린 구간 내에서의 유일한 정차역은 프리드리히슈트라세역이었다.
베를린 노면전차 M1, M5, 12번 및 베를린 버스 N6번과 환승 가능하다.

## 인접 철도역
| 베를린 지하철 6호선            | 베를린 지하철 6호선 | 베를린 지하철 6호선                      |
| ------------------------------ | ------------------- | ---------------------------------------- |
| 나투어쿤데무제움 알트테겔 방면 | U6                  | 프리드리히슈트라세 알트마리엔도르프 방면 |